# Atlantogenats
Els atlantogenats (Atlantogenata) són un clade de mamífers que conté els superordres o cohorts Xenarthra, Afrotheria. Aquest clade s'originà a Àfrica i Sud-amèrica, presumiblement durant el Cretaci. Hi ha proves genètiques que relacionen els superordres Xenarthra i Afrotheria, però morfològicament la majoria dels afroteris semblen ungulats. La genètica també apunta que els atlantogenats formen un grup monotípic.Anteriorment incloïa als meridiungulats tenint rang de superordre, però els estudis genètics i fòssils els han situat dins de Laurasiatheria.

## Cladograma
Aquesta és la filogènia d'acord amb les dades genètiques:
|  | Xenarthra  |
|  |            |
|  | Afrotheria |
|  |            |

|  | Laurasiatheria   |
|  |                  |
|  | Euarchontoglires |
|  |                  |

|  | Xenarthra  |
|  |            |
|  | Afrotheria |
|  |            |

|  | Laurasiatheria   |
|  |                  |
|  | Euarchontoglires |
|  |                  |